# 楚长城
楚长城，多指今中國河南省的楚方城，為楚國在春秋時期於南陽盆地周圍建造的一系列防衛工事的總稱，不是一道連續的牆。河南省方城县独树镇大关口楚长城遗址中的铜戈、铜镞以及方城县杨楼乡走马岭楚长城遗址中春秋兵器残片的相继出土。楚文王取得申國、息國地後，依山勢築城，為楚方城之始。:166文獻記載，楚國曾在今山東省境內修築過長城，但山東省今遺存長城均為戰國齊國長城。:565

## 书中记载
- 《左传》：“（楚）使庐戢黎侵庸，及庸方城。”《左传》昭公十八年：“叶在楚国，方城外之蔽也。”
- 《汉书·地理志》：“叶，楚叶公邑，有长城，号曰方城。”
- 《水经注·沔水》：“谓扬水“北径方城西，方城即南蛮府也”
- 《中国长城建置考》：“庸之方城，僻处汉南，自楚视之，未足持为重险；且其地原非楚有，与时人所称楚方城者，于理未合。荆之方城，南临大江，亦非迫临华夏之比……大抵时人所称楚方城者，不在汉南，乃在楚北”

## 位置分布
西起湖北十堰竹山，跨越汉水流域至河南邓州，过内乡、南召、方城、鲁山、叶县，跨越沙河达泌阳、舞阳，总长500余公里，分西线、北线和东线三部分，呈“∩”形轮廓。

## 相关书籍
周大新小说《湖光山色》提到楚长城，并给主人公的家乡楚王庄带来许多游客和收入。